# Monterrey
Monterrey je město v severovýchodním Mexiku, zároveň je hlavním městem mexického státu Nuevo León. Je významným průmyslovým, vzdělávacím a finančním centrem severovýchodu Mexika. V samotném městě žije přibližně 1,14 milionu obyvatel, v metropolitní oblasti kolem Monterrey v roce 2017 žilo již 4,6 milionu lidí. Tato metropolitní oblast je co do počtu obyvatel třetí největší v Mexiku (po aglomeracích okolo měst Ciudad de México a Guadalajara). Město má mezinárodní letiště. Je sídlem římskokatolické arcidiecéze.
Je také známé pod přezdívkami La Sultana del Norte (španělsky sultán severu), La Capital del Norte (hlavní město severu) nebo La Ciudad de las Montañas (město hor).

## Místopis

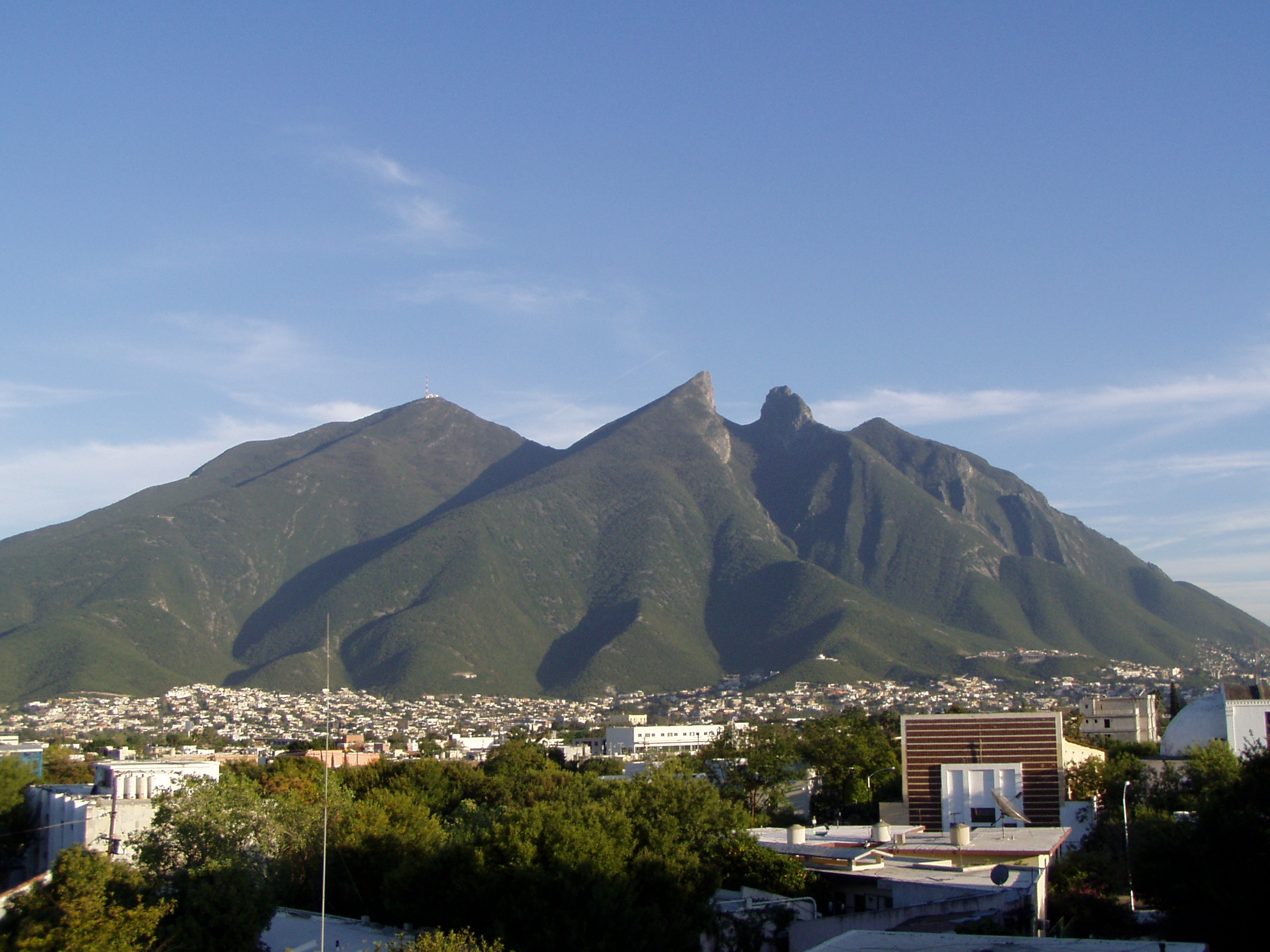
Cerro de la Silla

Monterrey leží na úpatí pohoří Sierra Madre Oriental. V těsné blízkosti města se nachází hora Cerro de la Silla, která tvoří přírodní dominantu města a největší mexický národní park Cumbres de Monterrey. Další chráněné krajinné oblasti jsou rovněž hornaté. V blízkosti města leží dvě menší sopky, Sierra del Topo a Topo Chico, a to na předměstí San Nicolás de los Garza. Městem protéká řeka Santa Catarina, která po větší část roku vysychá.

## Historie
Město pod názvem Ciudad Metropolitana de Nuestra Señora de Monterrey založil v roce 1596 Diego de Montemayor jako párové ke španělskému městu Monterrey. Na témže místě, dříve jen řídce osídleném Indiány, existovaly od 70. let 16. století jen dvě osady kolonistů, jejichž existence dlouho nevydržela. První se jmenovala Santa Lucía a byla založena v roce 1577 portugalským dobyvatelem Albertem del Canto. Druhou osadou byl San Luis Rey de Francia, který byl založen v roce 1582 Portugalcem Luisem de Carvajal y de la Cueva, jehož pověřil král Filip II. Španělský, aby založil nový koloniální stát Nuevo Reino de León, nezávislý na již založeném místokrálovství Novém Španělsku. Nuevo León se později stal provincií místokrálovství Nové Španělska a dnes tvoří stejnojmenný mexický stát. Monterrey bylo sídlem guvernéra již za španělské koloniální éry. 
Během mexicko–americké války město v letech 1846–1848 obsadili Američané, v roce 1846 se odehrála velká bitva o Monterrey.
Během francouzské intervence v Mexiku muselo být hlavní město Mexika několikrát přemístěno. Od 3. dubna do 5. srpna 1864 bylo  dekretem prezidenta Benita Juáreze Monterrey ustaveno hlavním městem Mexika. Juaréz sem uprchl 11. února toho roku před pronásledováním vojskem císaře Maxmiliána Mexického, podporovaného francouzskou armádou. Zůstal zde od 11. února do 15. srpna.
Vlivem industrializace se dosud malé město od konce 19. století stalo velkoměstem. 
V současnosti je Monterrey hospodářským i kulturním centrem státu. Sídlem komerčních, vědeckých a vzdělávacích institucí je především San Pedro Garza Garcia, centrum  Del Valle oriente, ležící v metropolitní oblasti města Monterrey.  

## Památky

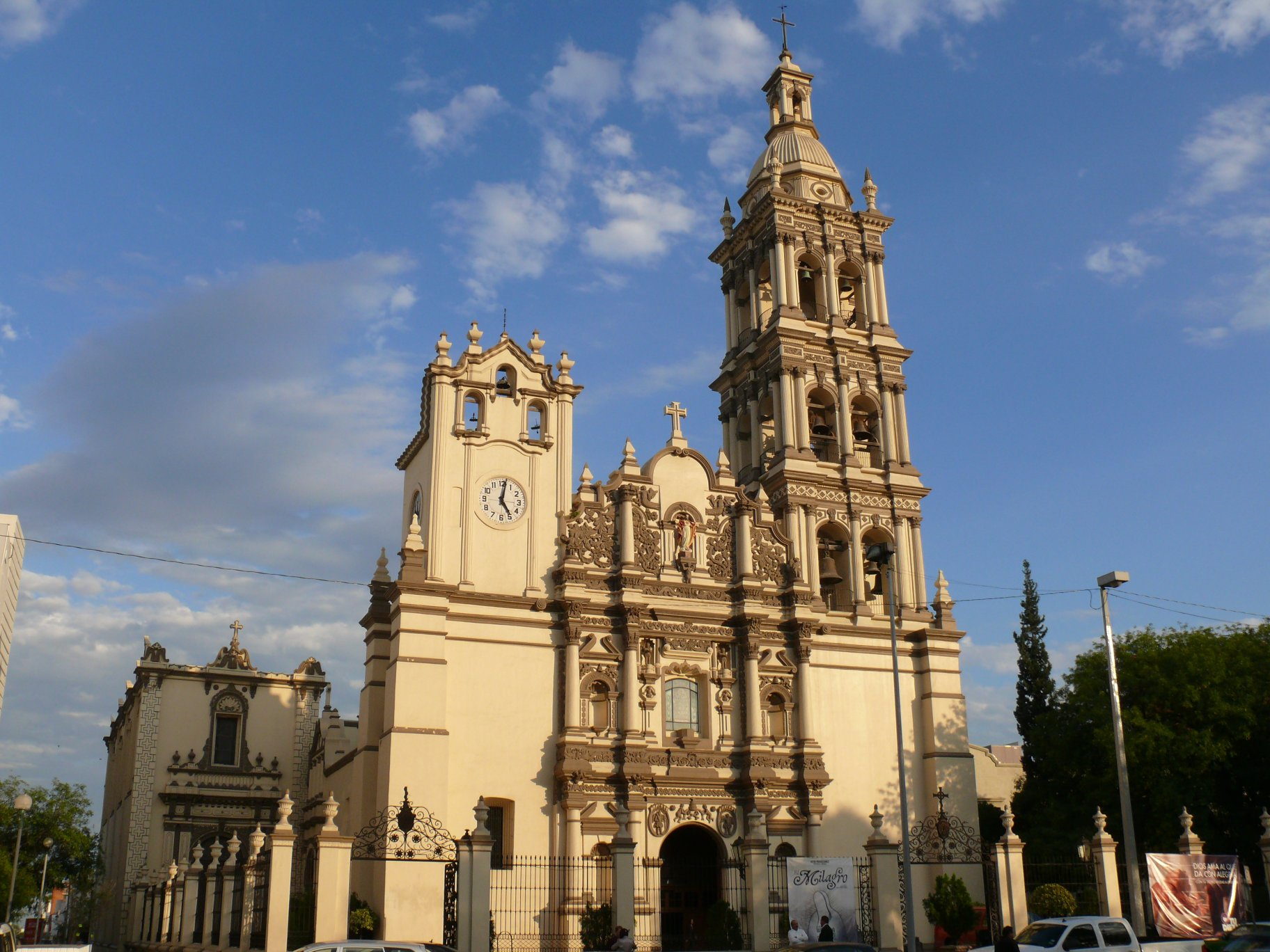
Západní průčelí katedrály

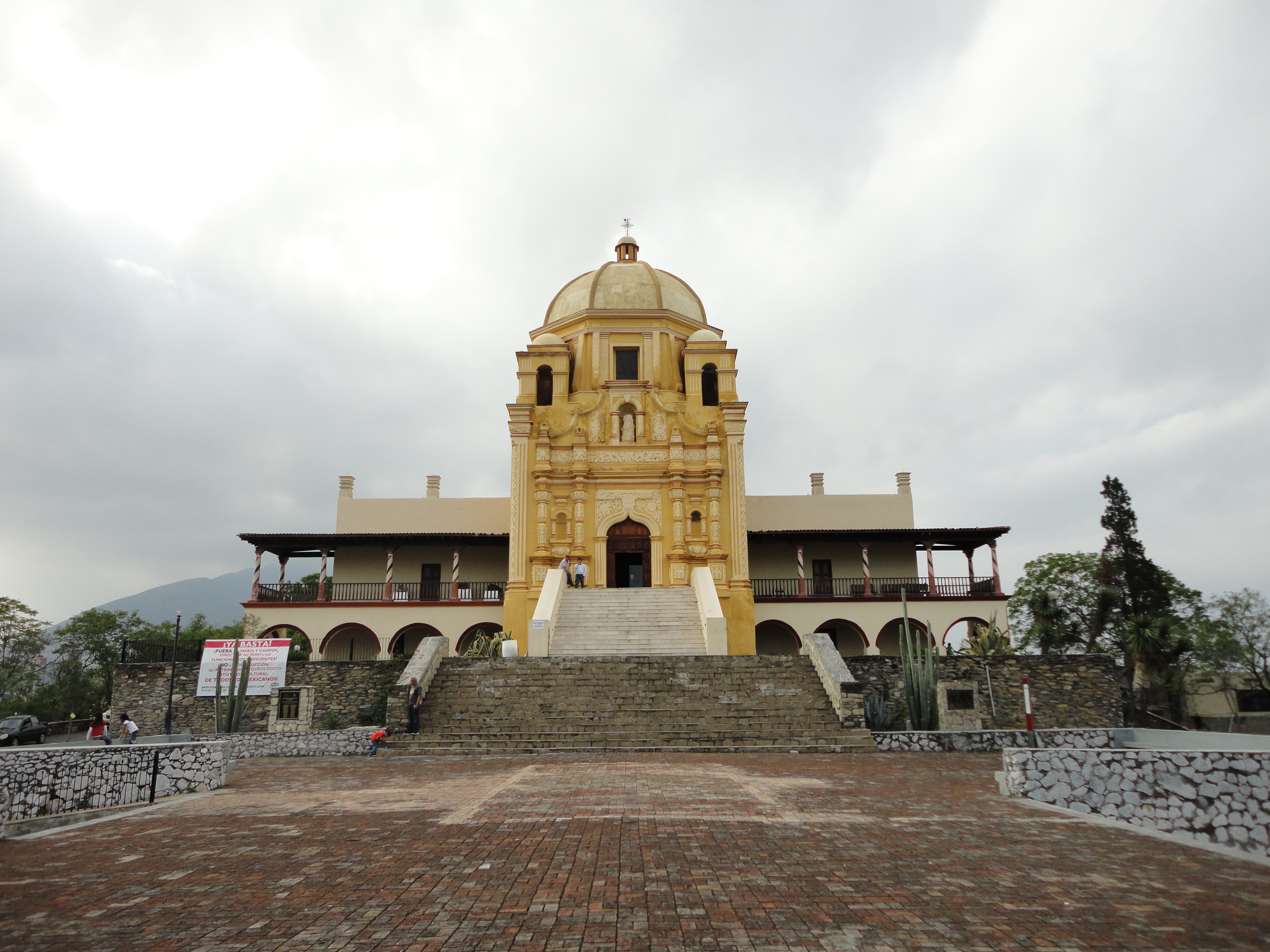
Antiguo Obispado-regionální muzeum

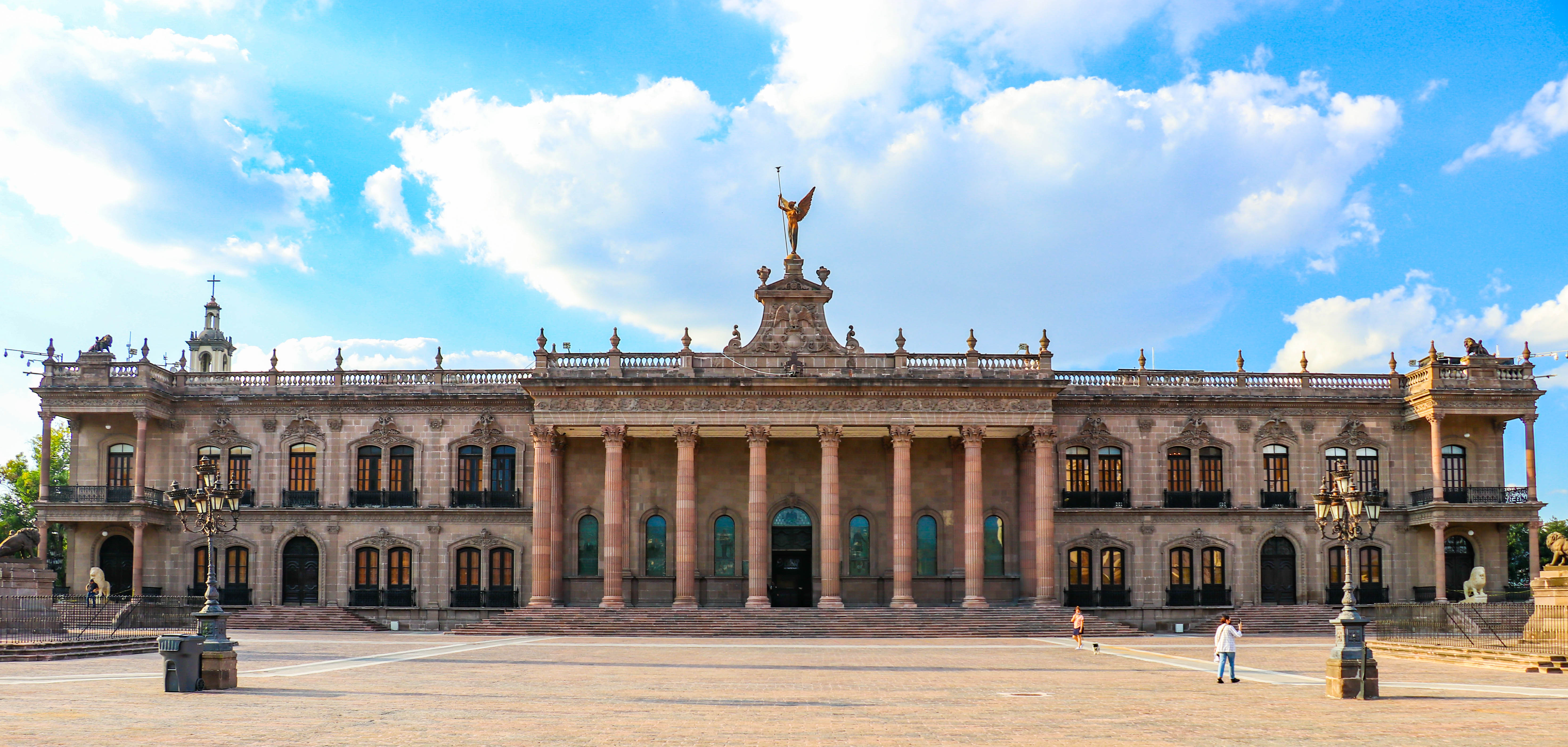
Vládní palác

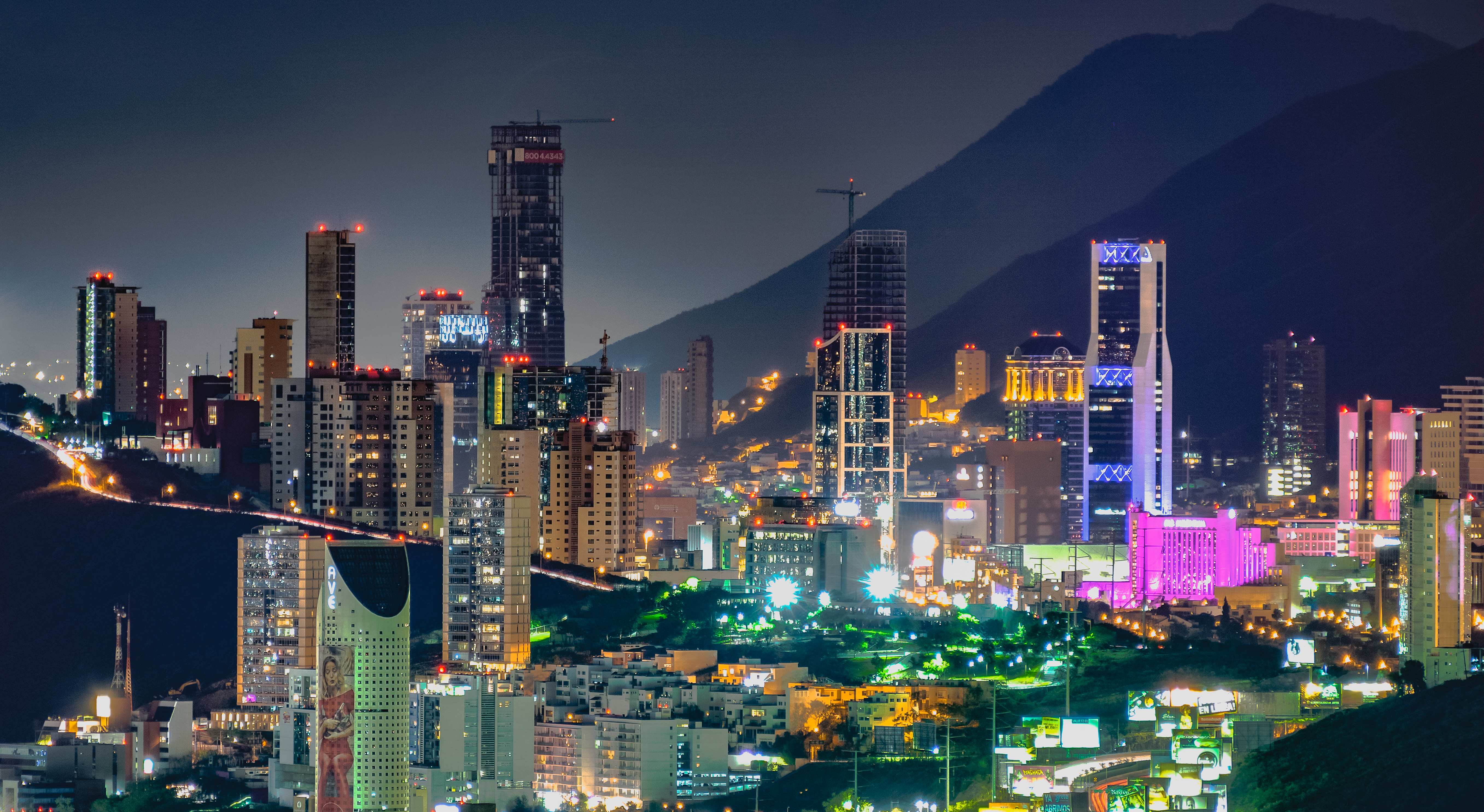
Komerční centrum Del Valle Oriente

- Katedrála Neposkvrněného Početí Panny Marie (La Catedral Metropolitana de la Inmaculada Concepción) je nejvýznamnější památkou města, barokní trojlodní bazilika byla postavena v letech 1770–1790 na místě starší stavby. Je sídlem arcibiskupa státu Nuevo León.
- Bazilika Roble
- Vyhlídková věž Obchodní komory (Faro comercial)
- Arcibiskupská rezidence (Cerro del Obispado), barokní stavba, nyní sídlo regionálního historického muzea (Museo de Historia Mexicana)
- Vládní a justiční palác (Gobierno Nuevo León)

## Kultura a vzdělání
- MARCO - Muzeum současného umění
- V roce 2007 město hostilo Mezinárodní fórum kultury,  které navštílo několik miliónů návštěvníků.
- Město je sídlem tří státních vysokých škol, technologického institutu TEC,  nezávislé univerzity Universidad Autonoma de Nuevo León a hornické univerzity Universidad Regiomontana.

## Sport
- Fotbal: klub CF Monterrey hraje na stadionu Estadio BBVA Bancomer
- Tenis: Každoročně v srpnu se zde hraje mezinárodní ženský tenisový turnaj kategorie WTA 500 Monterrey Open.

## Partnerská města
- Barcelona, Španělsko
- Berlín, Německo
- Canberra, Austrálie
- Dublin, Irsko
- Haifa, Izrael
- Jasy, Rumunsko
- Plzeň, Česko
- Dubaj, Spojené arabské emiráty
- Kapské Město, Jihoafrická republika
- Linec, Rakousko
- Rio de Janeiro, Brazílie
- Montréal, Kanada
- Dallas, Spojené státy americké
- Orlando, Spojené státy americké
- Porto, Portugalsko
- San Salvador, Salvador